# Panama (Illinois)
Panama es una villa ubicada en el condado de Montgomery en el estado estadounidense de Illinois. En el Censo de 2010 tenía una población de 343 habitantes y una densidad poblacional de 367,87 personas por km².

## Geografía
Panama se encuentra ubicada en las coordenadas 39°1′45″N 89°31′28″O / 39.02917, -89.52444. Según la Oficina del Censo de los Estados Unidos, Panama tiene una superficie total de 0.93 km², de la cual 0.93 km² corresponden a tierra firme y (0.28%) 0 km² es agua.

## Demografía
Según el censo de 2010, había 343 personas residiendo en Panamá. La densidad de población era de 367,87 hab./km². De los 343 habitantes, Panama estaba compuesto por el 98.54% blancos, el 0.29% eran afroamericanos, el 0% eran amerindios, el 0% eran asiáticos, el 0% eran isleños del Pacífico, el 0% eran de otras razas y el 1.17% pertenecían a dos o más razas. Del total de la población el 1.17% eran hispanos o latinos de cualquier raza.